# جزر كومورو
جزر كومورو (بالإنجليزية: Comoro Islands)‏ هي أرخبيل تقع في المحيط الهندي في جزر القمر. يقدر عدد سكانها بـ 984,500 نسمة وترتفع عن سطح البحر 2,361 متر.